# Valsadornín

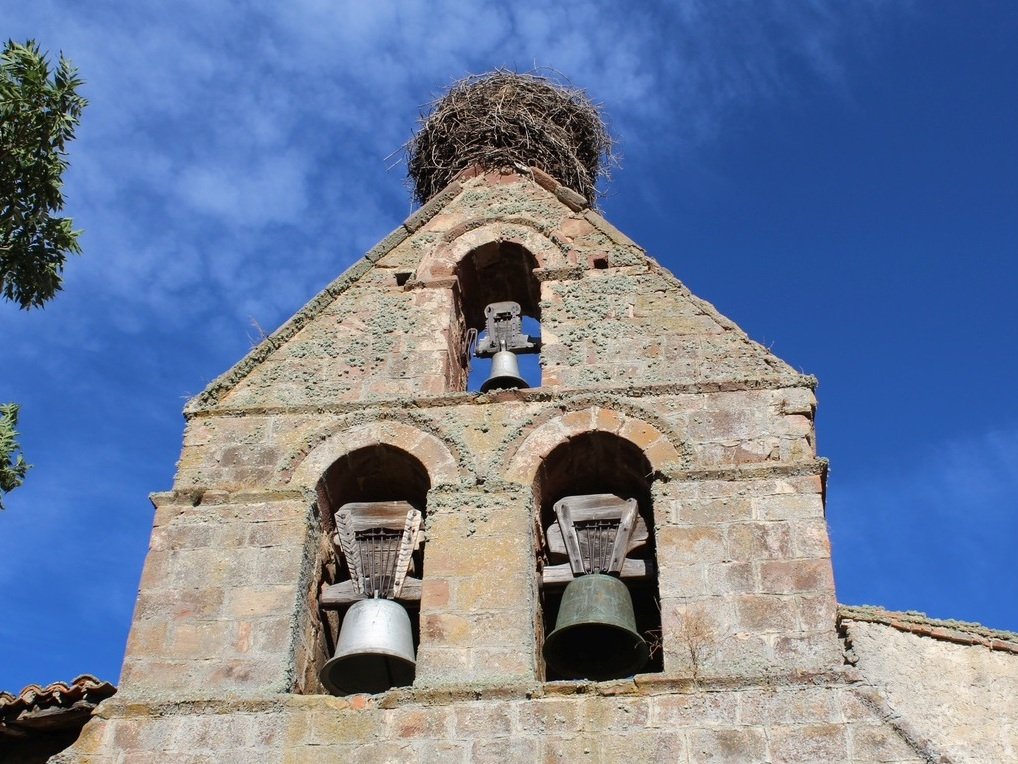
Espadaña de la iglesia de San Saturnino

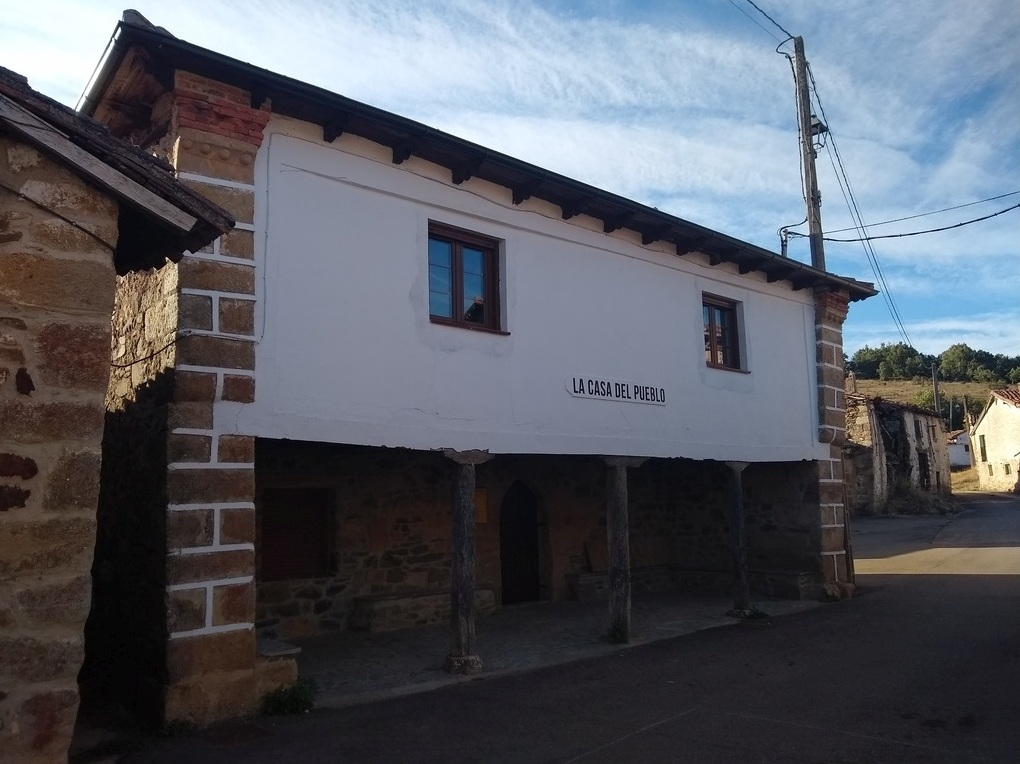
La casa del pueblo (antiguo ayuntamiento)

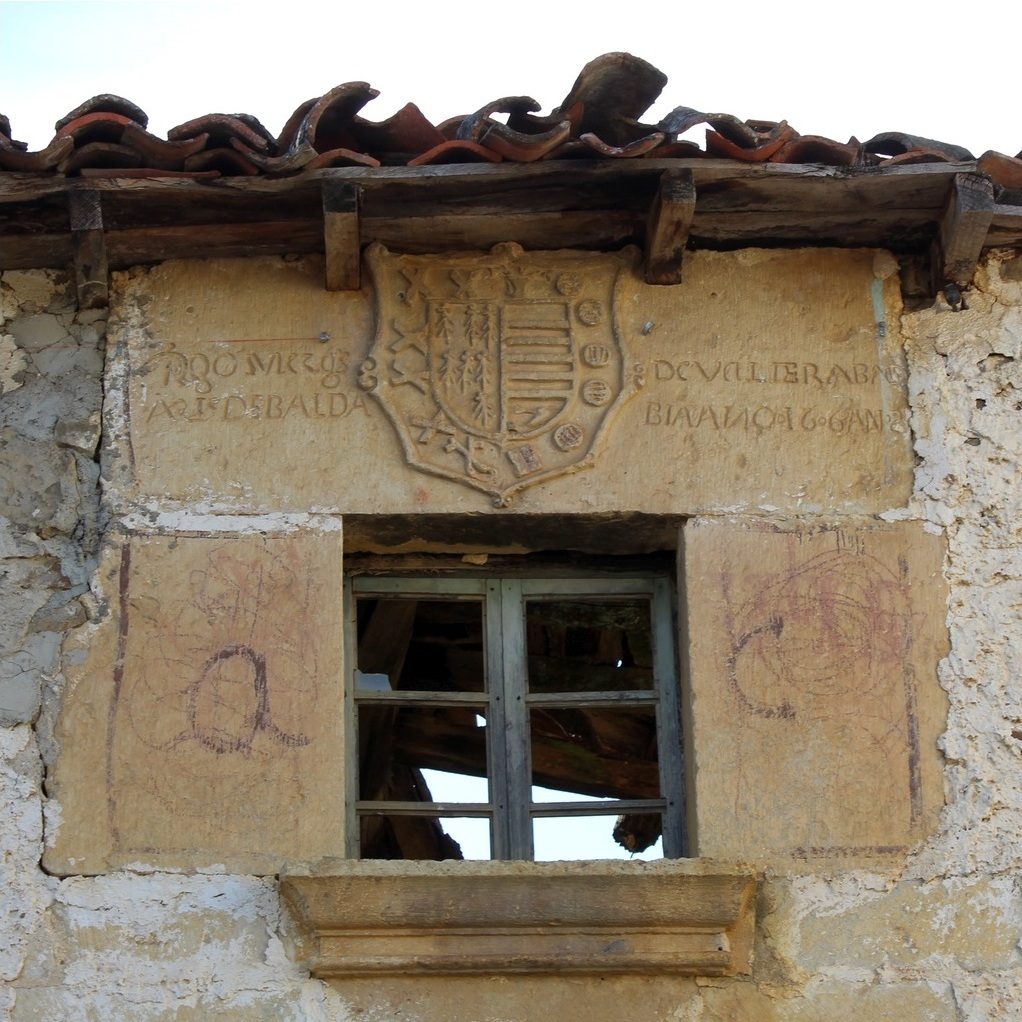
Escudo en la fachada de una casa

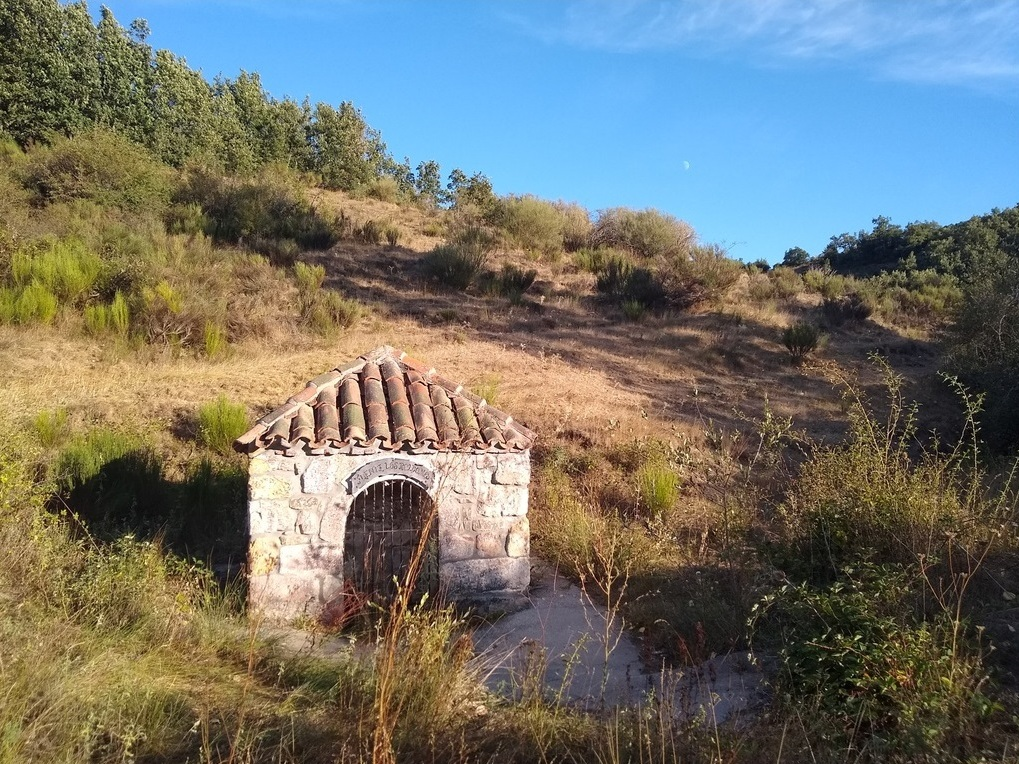
Fuente de los Roldanes, a las afueras del pueblo, en dirección a Gramedo

Valsadornín es una localidad y pedanía de la provincia de Palencia (Castilla y León, España) que pertenece al municipio de Cervera de Pisuerga.

## Geografía
Está a una distancia de 3 km de Cervera de Pisuerga, la capital municipal, en la comarca de Montaña Palentina.

## Historia
Valsadornín fue municipio independiente hasta el año 1971. Ese año se decretó su anexión al municipio de Cervera de Pisuerga.

## Geografía humana

### Demografía
| Gráfica de evolución demográfica de Valsadornín entre 1842 y 1970 |
| |
| Población de derecho según los censos de población del INE Población de hecho según los censos de población del INEEntre el censo de 1960 y el anterior, aparece este municipio porque cambia de nombre y desaparece el municipio 34512 (Vañes) Entre el censo de 1857 y el anterior, este municipio desaparece porque se integra en el municipio 34512 (Vañes) Entre el censo de 1981 y el anterior, este municipio desaparece porque se integra en el municipio 34056 (Cervera de PIsuerga) |

Evolución de la población en el siglo XXI
| Gráfica de evolución demográfica de Valsadornín entre 2000 y 2020  |
|                                                                    |
| Población de derecho (2000-2020) según el padrón municipal del INE |

## Patrimonio
- Iglesia parroquial de San Saturnino. De origen románico, conservándose de esa época su espadaña, la portada de doble rosca, con guardapolvos de tacos y un ventanal cegado del ábside cuadrado.

- Tesoro de Valsadornín. En 1937 se encontró junto al camino viejo que une Valsadornín con  Gramedo una olla de bronce llena de monedas de cobre y plata que debieron ser escondidas alrededor del año 270, en pleno siglo convulso del Imperio Romano.[5] De este Tesoro de Valsadornín, apenas se conserva el 14% de las 2.421 monedas, estando repartidas entre el Museo de Palencia y el Museo Arqueológico Nacional de Madrid. Entre 2016 y 2018 se ha procedido a la restauración del tesoro y su puesta en valor.[6]